# 马克达
马克达，是西班牙卡斯蒂利亚-拉曼恰托莱多省的一个市镇。总面积74平方公里，总人口468人（2001年），人口密度6人/平方公里。